# フレイザー委員会

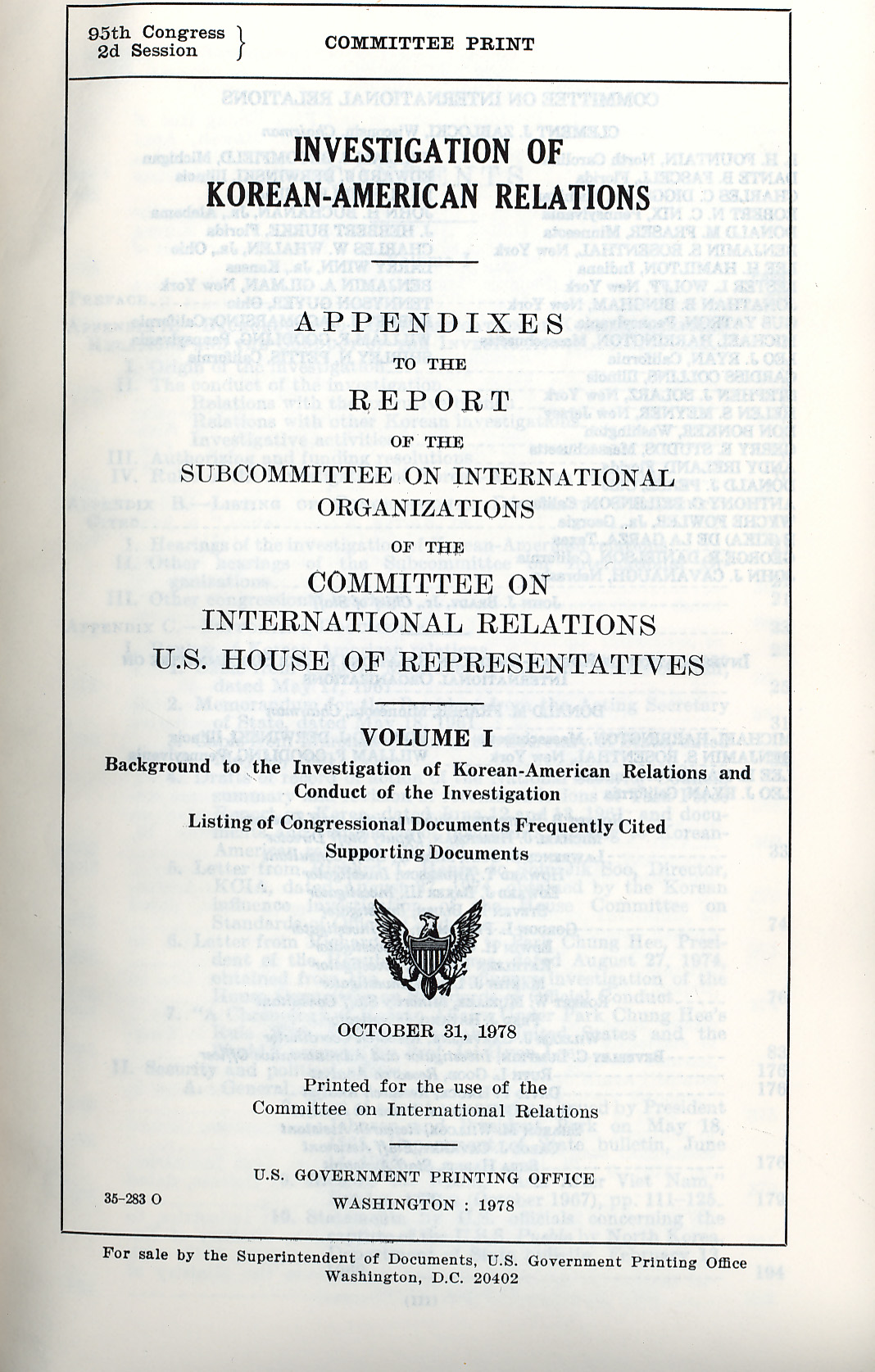
1978年11月1日に公表されたフレイザー報告書

フレイザー委員会（国際関係委員会国際機構小委員会）（Subcommittee on International Organizations of the Committee on International Relations）は、1976年から1978年に開かれたアメリカ下院の委員会である。「コリアゲート事件」に関する調査を行った。 委員会は1977年11月29日に、447ページに及ぶ報告書を発表。この報告書は大韓民国中央情報部（KCIA）による、アメリカの関係機関への秘密工作活動について報告した。同委員会は、中央情報局（CIA）機密文書などに基づき、文鮮明によって設立された統一教会（現・世界平和統一家庭連合）は大韓民国中央情報部（KCIA）部長の金鍾泌の指示で「韓国政府機関」として再組織され、アメリカや日本で政治工作を行っていることを明らかにした。
1978年11月1日には最終報告となる「韓米関係の調査（Investigation of Korean-American relations）」が公表された。これは議長のミネソタ州選出・ドナルド・M・フレイザー下院議員にちなみ、「フレイザー報告書」と呼ばれる。

## 概要
フレイザー委員会は、米韓関係について広範な調査を行い、一連の公聴会を開催した。この公聴会は非常に大きな関心を呼び、当時のアメリカのマスメディアの間で、「コリアゲート」という言葉が広く使われるようになった。
この公聴会の中で、中央情報部（KCIA）の元部長の金炯旭は、韓国への米販売の仲介を独占した実業家・朴東宣がワシントンでロビー活動をする代わりに、同人物に便宜を図ったと証言した。また金炯旭は、公聴会の1ヶ月前に、韓国の朴正煕大統領が彼の証言の阻止を目論み、証言を続ければ誘拐・暗殺するように命じたと証言している。
アメリカ統一教会の様々なメンバーは、教会の構成員が議会へのロビー活動に関与していたと証言した。 アメリカ統一教会の指導者であるダン・フェファーマンは、公聴会へあまり協力的ではなく、いくつかの回答を拒否している。

## 統一教会に関する調査
フレイザー委員会は「コリアゲート」に関連して、統一教会も調査対象にしている。関連して、同委員会に協力した元大韓民国中央情報部（KCIA）部長・金炯旭は、「韓国で、ほとんど存在が認められていない統一教会が、米国で何千人もの若い米国人たちを動員して活動していることは、謎である」と述べた。また、委員会の特別調査団は1977年12月に訪日し、統一教会の日本での政治活動、在日KCIAの在日韓国人に対する監視活動も調査対象にしている。
1978年3月15日、フレイザー委員会は708ページの記録文書を開示し、1963年2月の中央情報局（CIA）秘密文書を紹介した。この資料によると、大韓民国中央情報部（KCIA）創設者の金鍾泌は、27000人の会員（当時）を持つ教団を政治的に利用し、教団は農村を中心に勢力を拡大していった。教団は莫大な資金力をもち、農村の有力者に金を配って行った。文鮮明はあくまで「表向き」の代表だったという。一方、教団側はこれを否定している。
同年3月22日、フレイザー委員会の公聴会で、KCIAから統一教会を通じ、日本に不自然な資金の流れがあったことが明らかになった。委員会関係者は「日米韓の三国間でかなりの金が動いたことは確実」とした。委員会は文鮮明の顧問・朴普煕を証人喚問し、厳しい追及の結果、KCIAから現金を受け取ったこと、その金を教団の女性信者に渡したことを証言させた。朴普煕は「1976年にKCIAの関係者がワシントンにある朴普煕の自宅を訪問した。KCIA関係者は、統一教会の日本人信者に金を渡すように命令されたことを明かし、3000ドルを手渡した。その後、命令されたとおりにソウルで教団の日本人信者にその資金を手渡した」と述べた。この信者は江利川安栄で、元々韓国生まれだったが、その後日本に帰化した。江利川は日本での指導的立場にあり、たびたび韓国やアメリカを訪れていたとされる。このほかにも、米国議会関係者の証言として、最低数人の自民党国会議員が統一教会に入信していることを明かした。読売新聞は、KCIAが教団を通じて、日本政界に資金を流入させていたとみている。なお、教団側は朴普煕の証言を大筋で認めるも、金鍾泌がKCIA関係者であることは「当時は」わからなかった、としている。
同年6月6日、フレイザー委員会は、統一教会の教祖・文鮮明に対し、任意で証言を要請するも応じず、強制的に出頭を命じる令状を発行したが、召喚状が到着する直前に「出国」したことを明かした。同委員会は、文鮮明所有の銃器製造企業「統一産業」は韓国国防部と密接なつながりがあり、ライフルや機関銃などの武器を大量に政府に納入しているとしている。また、「統一産業」がどのような経緯で韓国最大の武器製造会社になったか謎であるとしており、教団と韓国政府の関係について証言を求める予定だった。
同年6月22日、統一教会は、フレイザー委員会とドナルド・M・フレイザー委員長に対して、3000万ドルの損害賠償請求訴訟を起こしたことを明らかにした。同委員長はこの訴訟を、調査を差し止めて文鮮明に対する尋問を阻止する目的があるとした。

## フレイザー報告書
1978年11月1日、委員会は、最終報告となる「韓米関係の調査（Investigation of Korean-American relations）」を公表。これは後に「フレイザー報告書」として知られるようになった。
報告書は、韓国がホワイトハウスに情報網を組み込み、米国議会、マスメディア、宗教、教育に影響を与えることを計画していたこと、ニクソンがアメリカ軍の一部部隊を韓国から撤退させた直後の1970年に、実業家・朴東順が米国へロビー活動を始めていたことを明らかにした。
また、大韓民国中央情報部（KCIA）と統一教会の教祖である文鮮明が共謀して、米国議会に対して贈賄等の政治工作を行い、何百万ドルもの資金を違法に調達して国境を越えて移動させていたことを公にした、統一教会については「文鮮明機関（The Moon Organization）」という呼称を用いた。

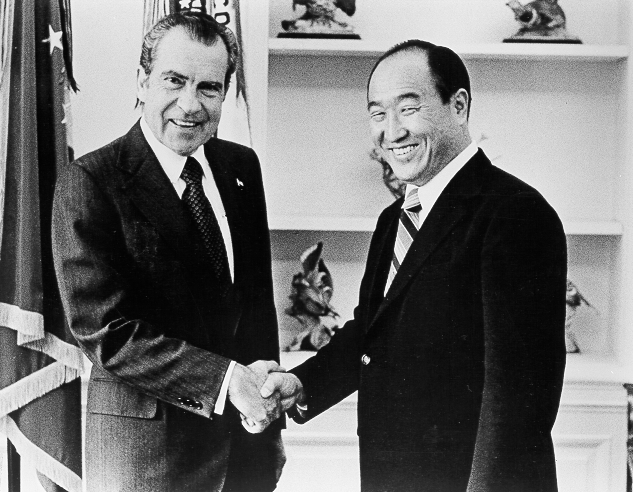
ウォーターゲート事件の渦中、ニクソン大統領と文鮮明はホワイトハウスにて面会した （1974年）

報告書は、KCIAの職員が米国下院議員のスタッフとして入り込み、一部の教団信者が議会事務所でボランティアとして働いていたこと、またKCIAと文鮮明が設立した「韓国文化自由財団」という非営利団体が韓国の「パブリック・ディプロマシー」を担当していたことを認めた。 また、ウォーターゲート事件に際しての、統一教会によるニクソン支持の動きに対して、KCIAが影響を与えていた可能性について調査も行っている。
ワシントンにある教団関連団体「自由指導財団（FLF）」の元会長のアラン・テート・ウッドは、アメリカ国内での統一教会の政治的目標とKCIAの政治的目標は「完全に重なり合っていて、その間には何らの差異も認められないほどである」と証言した。
KCIAが政治的目的を実現するために、米国内の大学への資金提供を計画していたことも明らかにした。 また、KCIAは、韓国政府の政策に反対した米国在住の韓国人に嫌がらせや脅迫をしたとしている。

## その後
「コリアゲート」に関与したリチャード・T・ハンナは収賄で有罪判決を受け、禁固刑を言い渡された。
エドワード・R・ロイバルは、朴東順から献金を受け取ったことを報告しなかったため問責された。チャールズ・H・ウィルソンとジョン・J・マクフォールは懲戒処分を受け、下院議員・エドワード・J・パッテンは無罪となった。エド・ダーウィンスキが韓国政府に米国の機密情報を漏洩させた疑惑は結論が出ずに終わった。
金炯旭は1979年10月に失踪。当時のKCIA長官・金載圭の命令で暗殺されたとみられる。